# Rågens rike (1950)
Rågens rike är en svensk dramafilm från 1950 i regi av Ivar Johansson. 

## Om filmen
Filmen premiärvisades 25 september 1950 i Hälsingland på de orter i vars närhet filmen spelades in. Filmen spelades in vid Sandrew-Ateljéerna i Stockholm med exteriörer från Hälsingland av Sven Nykvist. Som förlaga har man Jarl Hemmers dikt Rågens rike som utgavs 1922. Ivar Johansson gjorde en inspelning av filmen 1929, i den tidigare versionen medverkade Eric Laurent som drängen Markus. För framförandet av musiken engagerades ett antal lokala spelmän.

## Roller i urval
- Eric Laurent - Mattias Larsson Spangar, storbonde på Spangar, nämndeman
- Peter Lindgren - Markus, Mattias dräng
- Nine-Christine Jönsson - Klara Torkelsdotter på Gammelgård, Markus käresta
- Linnéa Hillberg - Marta Torkelsson, änkan på Gammelgård, Klaras mor
- Wilma Malmlöf - Hilda, hushållerska hos Mattias
- Sten Lindgren - Gusten, Klaras bror
- Eric Sundquist - Jan, Klaras bror
- Rune Ottoson - Lill-Matt, Klaras bror
- Alf Östlund - Josua Larsson, Profeten
- Arthur Fischer - länsman
- Ivar Hallbäck - Kalle, fjärdingsman
- Knut Lindroth - kyrkoherden
- Ingemar Holde - dräng på Spangar
- Gustaf Hiort af Ornäs - dräng på Spangar
- Siegfried Fischer - bonden Mattias

## Musik i filmen
- Rågvalsen, kompositör Sven Härdelin, framförs instrumentalt av Sven Härdelin fiol, Nisse Nyberg dragspel och Olle Andersson fiol
- Det var på den tiden de benlösa sprang, instrumental.
- Villehambo, kompositör Sven Härdelin, instrumental.
- Tjo hej, kompositör Sven Härdelin, instrumental.
- Delsbopojkarnas vals, kompositör Sven Härdelin, instrumental.
- A-durvals, kompositör Thore Härdelin, instrumental.
- Sörhälsingelåt musikarrangör Sven Härdelin, instrumental.
- Brautchor (Treulich geführt, ziehet dahin) (Bröllopsmarsch (Brudkör)), kompositör och text Richard Wagner, svensk text Fritz Ahlgrensson, instrumental.
- Daisy Bell (Isabella), kompositör och text Harry Dacre svensk text Alma Rek, musikarrangör Sam Rydberg, framförs visslande